# Serviço de Atendimento Móvel da Igreja Presbiteriana
Serviço de Atendimento Móvel da Igreja Presbiteriana ou SAMIP é um serviço que foi criado com o objetivo de dar assistência online aos missionários presbiterianos espalhados pelo mundo, de preferência aqueles que foram ou são auxiliados financeiramente pela igreja local.
Atualmente há um site - SAMIP interativo -, contendo músicas, vídeos sobre missões, notícias atualizadas, e seriados gospel.